# Mijotieren

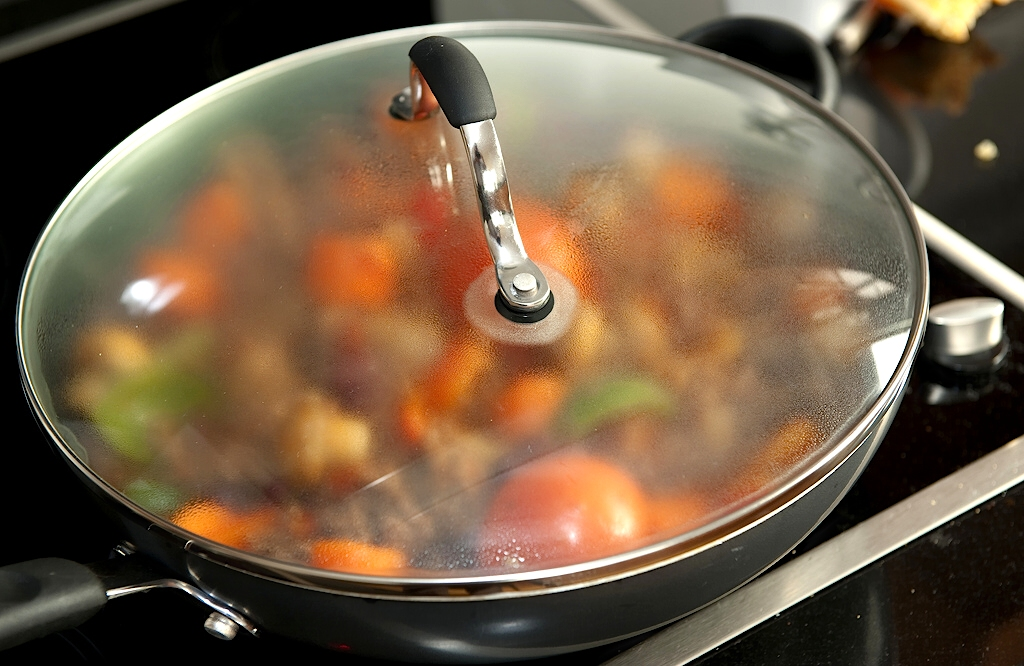
Langsames Garen (Mijotieren) eines Chili-Gerichts bei schwacher Hitze (hier nach vorherigem Anbraten)

Mijotieren (sprich: mischotieren – mit stimmhaftem ‚sch‘) ist ein Begriff aus der Küchensprache.
Er bedeutet ein Gericht schonend zu garen, indem die Speise zugedeckt langsam bei ganz schwacher Hitze dünstet oder schmort.